# Molophilus (Austromolophilus) exquisitus
Molophilus (Austromolophilus) exquisitus is een tweevleugelige uit de familie steltmuggen (Limoniidae). De soort komt voor in het Australaziatisch gebied.